# Eudoxia macra
Eudoxia macra är en nässeldjursart som beskrevs av Totton 1954. Eudoxia macra ingår som enda art i släktet Eudoxia och familjen Diphyidae. Inga underarter finns listade i Catalogue of Life.